# Probopyrus palaemoni
Probopyrus palaemoni är en kräftdjursart som beskrevs av Lemos de Castro och Brasil Lima1974. Probopyrus palaemoni ingår i släktet Probopyrus och familjen Bopyridae. Inga underarter finns listade i Catalogue of Life.